# Coelotes hengshanensis
Coelotes hengshanensis là một loài nhện trong họ Amaurobiidae.
Loài này thuộc chi Coelotes. Coelotes hengshanensis được Guo Tang & Chang-Min Yin miêu tả năm 2003.